# Contai
Contai è una suddivisione dell'India, classificata come municipality, di 77.497 abitanti, situata nel distretto di Midnapore Est, nello stato federato del Bengala Occidentale. In base al numero di abitanti la città rientra nella classe II (da 50.000 a 99.999 persone).

## Geografia fisica
La città è situata a 21° 46' 43 N e 87° 45' 13 E e ha un'altitudine di 5 m s.l.m..

## Società

### Evoluzione demografica
Al censimento del 2001 la popolazione di Contai assommava a 77.497 persone, delle quali 40.352 maschi e 37.145 femmine. I bambini di età inferiore o uguale ai sei anni assommavano a 7.851, dei quali 4.139 maschi e 3.712 femmine. Infine, coloro che erano in grado di saper almeno leggere e scrivere erano 63.227, dei quali 34.380 maschi e 28.847 femmine.